# Wolga (Jaroslawl)
Wolga (russisch Волга) ist eine Siedlung im Rajon Nekous der Oblast Jaroslawl in Russland, am linken Ufer der Wolga.
In der Siedlung lebten im Jahr 2002 3543 Menschen; bis 2010 sank die Einwohnerzahl auf unter 3000. 25 km nordöstlich der Siedlung liegt die Stadt Rybinsk, 20 km südlich der Siedlung befindet sich die Kleinstadt Myschkin. Es gibt in der Siedlung außerdem eine Wollspinnerei und eine Textilfachschule. Bei der Siedlung befindet sich die Eisenbahnstation Wolga.
Wolga ist Verwaltungssitz der Landgemeinde Wolschskoje selskoje posselenije, zu der 65 weitere Dörfer und ländliche Siedlungen gehören. Die Landgemeinde hat insgesamt 4197 Einwohner (Stand 14. Oktober 2010).

## Geschichte
Der Ort entstand gegen Ende des 19. Jahrhunderts im Zusammenhang mit der Errichtung einer Wollspinnerei durch deutsche Unternehmer an der Eisenbahnstrecke Rybinsk – Bologoje. 1927 erhielt er den Status einer Siedlung städtischen Typs, die er 1996 wieder verlor.

## Bevölkerungsentwicklung
| Jahr | Einwohner |
| ---- | --------- |
| 1959 | 5642      |
| 1970 | 5415      |
| 1979 | 4933      |
| 1989 | 4513      |
| 2002 | 3543      |

Anmerkung: Volkszählungsdaten